# Vince Micone
Vince Micone je zástupce amerického ministra ministra práce pro operace. sloužící jako úřadující ministr práce Spojených států od 20. ledna 2025.[ujasnit]

## Osobní život
Micone vystudoval Arizonskou státní univerzitu (BA) a Univerzitu Jižní Kalifornie (MPA).
Micone se otevřeně hlásí k homosexualitě.

## Politická kariéra
Micone začal svou politickou kariéru u ministerstva spravedlnosti v rámci programu Presidential Management Fellows. Později působil na ministerstvu financí, ministerstvu vnitřní bezpečnosti a ministerstvu obchodu.
Od 20. ledna 2025 jako úřadující ministr práce Spojených států.